# Plasmodium knowlesi
Plasmodium knowlesi ist ein einzelliger Parasit aus der Gattung der Plasmodien. Plasmodium knowlesi wurde ursprünglich als Malariaerreger bei Makaken in Malaysia identifiziert. Obwohl seit den 1930er Jahren bekannt war, dass mit der Art auch Menschen infiziert werden können, wurde erst 2004 deutlich, dass der Parasit ein ernstzunehmender Krankheitserreger ist. Plasmodium knowlesi wird wie andere Malariaerreger von Anopheles-Mücken übertragen. Das Verbreitungsgebiet beschränkt sich auf Südostasien.

## Entdeckung und Beschreibung
Plasmodium knowlesi wurde ursprünglich als Malariaerreger bei einem Javaneraffen aus Singapur identifiziert. Mit dem Namen soll Robert Knowles (1883–1936) von der School of Tropical Medicine and Hygiene in Calcutta geehrt werden, der wesentlich zur frühen Erforschung der Makakenmalaria beigetragen hat.
Mikroskopisch sind Trophozoiten, Schizonten und Gametozyten von P. knowlesi im Blutausstrich nicht von Plasmodium malariae zu unterscheiden. Dies kann zu gefährlichen Fehldiagnosen führen, da P. malariae als relativ gutartiger Erreger angesehen wird. Im Gegensatz zu P. malariae ist die Zahl der Parasiten im Blut bei Infektionen mit P. knowlesi hoch und es gibt Berichte über schwere Krankheitsverläufe mit Todesfällen. Eine sichere Differenzierung der Parasiten erfordert eine DNA-Analyse.
Plasmodium knowlesi wird wie die meisten anderen Primaten infizierenden Plasmodien in der Untergattung Plasmodium eingeordnet. Eine phylogenetische Analyse, bei der aus Plasmodien die Gensequenzen für vier verschiedene Gene untersucht wurden, platziert P. knowlesi in nächster Nähe zu Plasmodium vivax. Dies wird auch durch Vergleiche der vollständig sequenzierten Genome beider Arten gestützt.

## Verbreitung und Wirtstiere
Das Verbreitungsgebiet für Plasmodium knowlesi beschränkt sich auf Südostasien. Schwerpunkte sind Borneo und die Malaiische Halbinsel, es gibt aber auch Berichte über Fälle in Thailand, Myanmar und den Philippinen. In einigen Hospitälern in Sarawak auf Borneo ist P. knowlesi der am häufigsten diagnostizierte Malariaerreger beim Menschen.
Der wichtigste Reservoirwirt für Plasmodium knowlesi sind Javaneraffen, aber auch der Südliche Schweinsaffe wird als natürlicher Wirt genannt. Experimentelle Infektionen beim nah verwandten Rhesusaffen führen zu einer fulminanten Erkrankung. Auch eine ganze Reihe anderer Affenarten sind infizierbar.
Nur Mücken aus der Anopheles-leucosphyrus-Gruppe können mit P. knowlesi infiziert werden und kommen als Vektoren in Frage. Anopheles latens, eine vorwiegend in Wäldern und Randgebieten lebende Art, wurde in Sarawak als natürlicher Überträger identifiziert. Auf der malaiischen Halbinsel gilt Anopheles hackeri  als natürlicher Vektor. Übertragungen durch Mücken von Mensch zu Mensch sind grundsätzlich möglich, von Affenreservoirs unabhängige Infektionszyklen werden aber durch das Vorkommen geeigneter Vektoren begrenzt; die bekannten Stechmücken sind kaum in Siedlungen zu finden. Die Erkrankung beim Menschen wird somit als Zoonose angesehen.

## Lebenszyklus
Der Lebenszyklus von P. knowlesi gleicht im Wesentlichen dem anderer Plasmodien. Der Parasit zeigt einen obligaten Wirtswechsel. Die Sporozoiten gelangen durch infizierte Stechmücken in die Blutbahn des Affen oder Menschen, wandern von dort in die Leber und dringen in Hepatozyten ein, in denen sie sich ungeschlechtlich vermehren. Die Inkubationszeit dieser Leberphase beträgt bei Affen nur fünf bis sechs Tage.
Die Leberschizonten produzieren Merozoiten, die freigesetzt werden und Erythrozyten befallen, wo eine weitere ungeschlechtliche Vermehrung stattfindet. Die Generationszeit bei der Vermehrung in den Erythrozyten beträgt ungefähr 24 Stunden und ist damit kürzer als bei allen anderen Malariaerregern der Primaten. Durch eine Synchronisierung der Entwicklung kommt es am Ende jedes Vermehrungszyklus zu einer massenhaften Freisetzung neuer Parasiten, die mit einem täglichen Fieberschub verbunden ist.
Einige wenige Plasmodien entwickeln sich in den Erythrozyten zu Geschlechtsformen. Diese Mikrogametozyten und Makrogametozyten können von Mücken bei einer Blutmahlzeit aufgenommen werden und im Darm des Insekts einen neuen Entwicklungszyklus in Gang setzen. Nach einer Verschmelzung der Gameten werden im Darm neue Sporozoiten gebildet, die in die Speicheldrüse wandern, von wo sie auf einen neuen Wirt übertragen werden können. Die Entwicklungszeit in der Mücke beträgt zirka 12 bis 15 Tage.
Ruheformen des Parasiten, die zu Rückfällen führen könnten, gibt es bei P. knowlesi  nicht.